# Johann Eustacchio

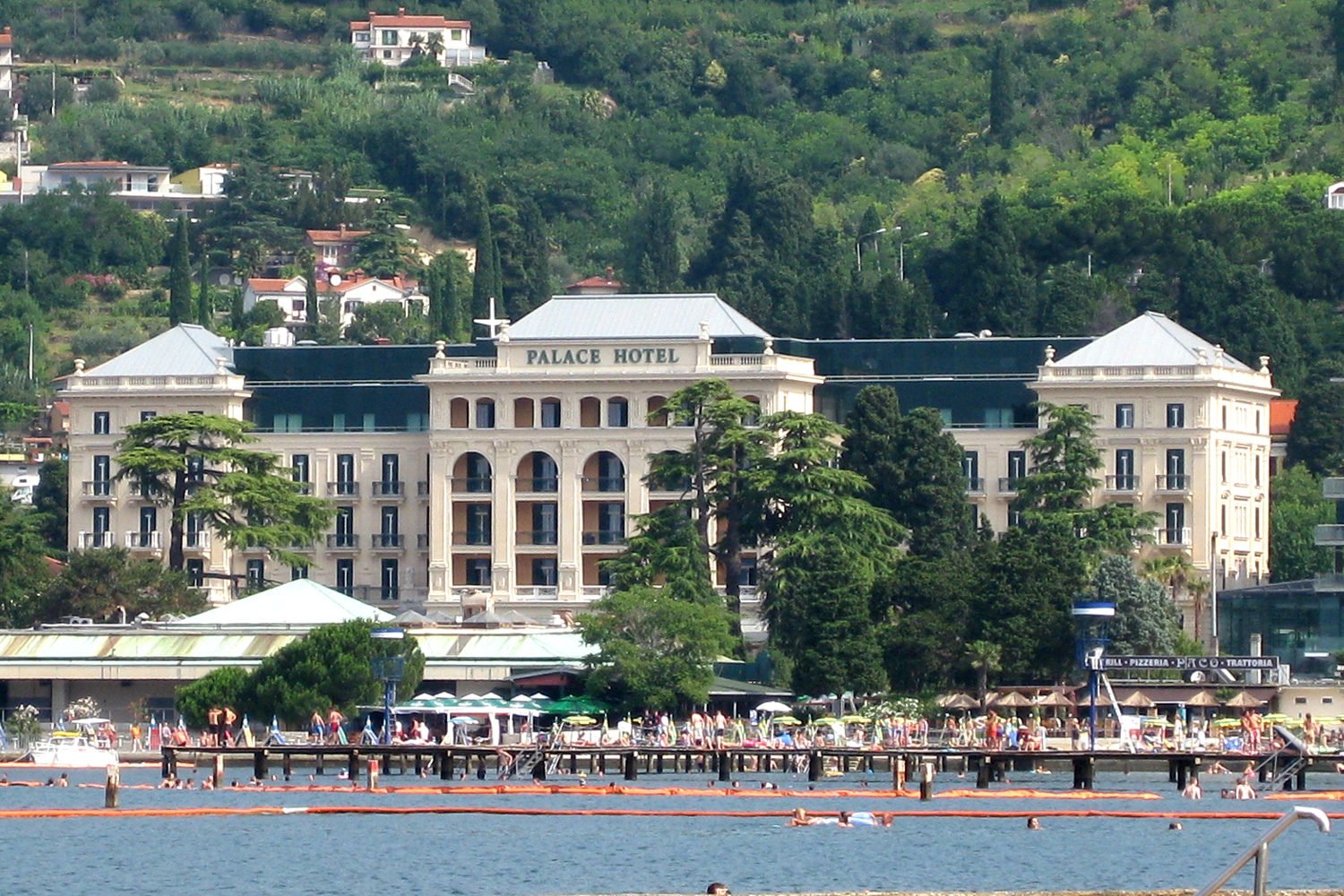
Palace Hotel in Portorož, Slowenien (1908–1912)

Johann Eustacchio (* 8. September 1869 in Buja; † 8. Juli 1909 in Wien) war ein österreichischer Architekt des Späthistorismus.

## Leben
Johann Eustacchio wurde 1869 in Buja in der italienischen Provinz Udine geboren. Von 1891 bis 1895 studierte er Architektur an der Technischen Hochschule Graz und war ab 1900 als selbständiger Architekt in Wien tätig. In den Jahren bis 1907 errichtete er hier zahlreiche Wohn- und Geschäftshäuser. Nach einer längeren Krankheit starb Eustacchio 1910 im Alter von 40 Jahren an den Folgen einer Herzmuskelerkrankung im Krankenhaus der Barmherzigen Brüder.

## Werk

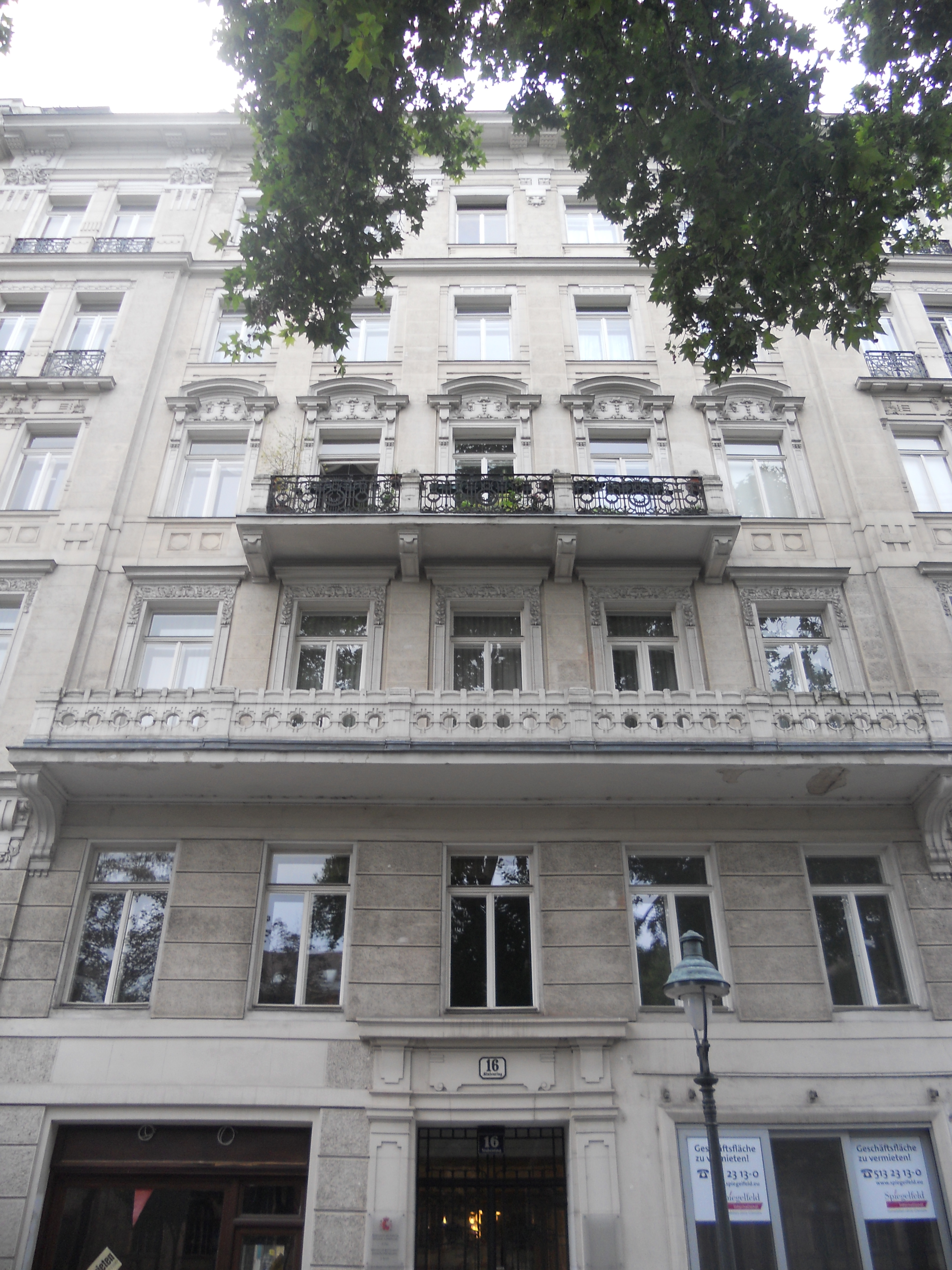
Stubenring 16

- 1901: Miethaus, Wien 8, Pfeilgasse 14
- 1902–1903: Miethaus, Wien 4, Große Neugasse 33
- 1904: Wohn- und Geschäftshaus, Wien 1, Stubenring 16
- 1905: Miethaus Rudolf Goldmann, Wien 4, Viktorgasse 14
- 1907: Miethaus und Fabrik Theodor Braun, Wien 4, Viktorgasse 18
- 1907: Miethaus, Wien 3, Weißgerberlände 54
- 1908–1910: Palace Hotel, Portorož, Küstenland
- 1909–1910: Familiengruft Eustacchio, Zentralfriedhof Graz, Steiermark

## Mitgliedschaften
- ab 1900: Österreichischer Ingenieur- und Architekten-Verein
- ab 1909: Zentralvereinigung der Architekten Österreichs